# 黑龙潭水库
黑龙潭水库是中国云南省昆明市石林彝族自治县境内的一座水库，位于巴江上，建于1966年。水库正常库容为2300万立方米，集雨面积为199平方千米，海拔为1717.8米。